# Reggio Emilia Challenger
Il Reggio Emilia Challenger, noto come Camparini Gioielli Cup per ragioni di sponsorizzazione, è stato un torneo professionistico di tennis giocato dal 2003 al 2011 sulla terra rossa. Le prime edizioni dal 2003 al 2010 erano riservate agli uomini e facevano parte dell'ATP Challenger Tour, mentre l'ultima, quella del 2011, era riservata alle donne e faceva parte dell'ITF Women's Circuit. Il torneo si è tenuto annualmente al Circolo Tennis Reggio Emilia di Reggio Emilia, in Italia.

## Albo d'oro

### Singolare maschile
| Anno | Campione             | Finalista                | Punteggio           |
| ---- | -------------------- | ------------------------ | ------------------- |
| 2010 | Carlos Berlocq       | Pablo Andújar            | 2–6, 6–0, 7–6(1)    |
| 2009 | Paolo Lorenzi        | Jean-René Lisnard        | 7–5, 1–6, 6–2       |
| 2008 | Mathieu Montcourt    | Pablo Andújar            | 2–6, 6–2, 6–4       |
| 2007 | Olivier Patience (2) | Félix Mantilla           | 6(6)–7, 6–1, 7–6(6) |
| 2006 | Olivier Patience (1) | Sergio Roitman           | 6–4, 5–7, 6–2       |
| 2005 | Thierry Ascione      | Martín Vassallo Argüello | 6–3, 6–0            |
| 2004 | Olivier Mutis        | Philipp Kohlschreiber    | 6–2, 0–6, 6–3       |
| 2003 | Richard Gasquet      | Potito Starace           | 7–5, 6–1            |

### Doppio maschile
| Anno | Campioni                              | Finalisti                            | Punteggio        |
| ---- | ------------------------------------- | ------------------------------------ | ---------------- |
| 2010 | Philipp Oswald Martin Slanar          | Sadik Kadir Purav Raja               | 6–2, 5–7, [10–6] |
| 2009 | Miguel Ángel López Jaén Pere Riba     | Gianluca Naso Walter Trusendi        | 6–4, 6–4         |
| 2008 | Yu Xin-yuan Zeng Shaoxuan             | Mariano Hood Leonardo Mayer          | 6–3, 6–4         |
| 2007 | Franco Ferreiro Lamine Ouahab         | Pablo Cuevas Horacio Zeballos        | 6–4, 1–6, [10–4] |
| 2006 | Fabio Colangelo Giancarlo Petrazzuolo | Giorgio Galimberti Alessandro Motti  | 6–3, 6–4         |
| 2005 | Irakli Labadze Jurij Ščukin           | Francesco Aldi Tomas Tenconi         | 6–4, 6–3         |
| 2004 | Tomas Behrend Tomas Tenconi           | Andreas Seppi Simone Vagnozzi        | 6–4, 6–2         |
| 2003 | Joseph Sirianni Rogier Wassen         | Alessio di Mauro Vincenzo Santopadre | 6–4, 6–4         |

### Singolare femminile
| Anno | Campionessa     | Finalista           | Punteggio |
| ---- | --------------- | ------------------- | --------- |
| 2011 | Sloane Stephens | Nastas'sja Jakimava | 6–3, 6–1  |

### Doppio femminile
| Anno | Campionesse                 | Finaliste                      | Punteggio |
| ---- | --------------------------- | ------------------------------ | --------- |
| 2011 | Sophie Ferguson Sally Peers | Claudia Giovine María Irigoyen | 6–4, 6–1  |